# Рєпін Степан Йосипович
Степан Йосипович Рєпін (нар. 15 серпня 1921, Борщова) — український живописець; член Київської організації Спілки радянських художників України з 1952 року.

## Біографія
Народився 15 серпня 1921 року в селі Борщовій (нині Харківський район Харківської області, Україна). 1929 року його сім'я переїхала до Харкова, де протягом 1936—1940 років він навчався у Художньому училищі у Михайла Дерегуса. 1940 року поступив до Харківського художнього інституту, припинивши навчання через німецько-радянську війну.
У 1942—1945 роках року брав участь у німецько-радянській війні у складі Воронезького і Першого Україгського фронтів. Нагороджений орденами Вітчизняної війни ІІ ступеня (6 квітня 1985), «За мужність» ІІІ ступеня, медаллю «За бойові заслуги» (5 лютого 1944).
Протягом 1946—1950 років продовжив навчання у Харківському художньому інституті, де його викладачами були зокрема Василь Касіян і Василь Мироненко. Дипломна робота — картина «Зустріч Героїв Соціалістичної Праці в колгоспі».
З 1950 року жив і працював у Києві. Мешкав у будинку на вулиці Академіка Філатова, № 10а, квартира 28, потім в будинку на вулиці Курганівській, № 3, квартира 23.

## Творчість
Працював в галузі станкового живопису. Серед робіт:
- «Зустріч Героїв Соціалістичної Праці в колгоспі» (1950);
- «Київська лавра» (1952, полотно, олія);
- «Будівники Каховки» (1957);
- «Новий шлях» (1960);
- «Мрії» (1964);
- «Пісня» (1967);
- «Розмова про землю» (1969);
- «Хліб наш» (1971);
- «Іринка» (1971);
- «Біля ганку» (1987, полотно, олія);
- «На своїй землі» (1987);
- «Скорбота за полеглими» (1995).

Брав участь у  республіканських виставках з 1951 року, всесоюзних — з 1957 року. 
Твори художника представлені у Національному музеї історії України в Києві, Дніпровському, Харківському, Кіровоградському, Кадіївському, Краматорському художніх музеях, у галерейних та приватних зібраннях в Україні та за її межами.